# Club Social y Cultural Deportivo Laferrere
El Club Social y Cultural Deportivo Laferrere es un club de fútbol argentino fundado el 9 de julio de 1956 en la ciudad de Gregorio de Laferrere, ubicada en el área metropolitana de Buenos Aires. Su estadio ubicado en la localidad se denomina Ciudad de Laferrere. Actualmente disputa la Primera B, tercera categoría del fútbol argentino para los clubes directamente afiliados a la AFA. 
El Club nació con el nombre de "Club Social y Cultural Sportivo Laferrere", luego por exigencias legales de Inspección General de Justicia (IGJ), pasó a denominarse: Club Social y Cultural Deportivo Laferrere. El primer presidente de 1958 que consta en actas fue Ángel Alcaraz.
En los primeros años de existencia se realizaban bailes populares de carnaval que se hicieron famosos en la zona entre otras actividades sociales. Se inscribió en la Liga barrial Laferrerense de Fútbol, en la que salió campeón en 1962, 1965 y 1975.
En 1978 se afilió a la Asociación del Fútbol Argentino y comenzó a disputar el torneo de Primera D. Luego de ocho años de jugar en Primera D logró su primer ascenso en 1986 a la Primera C. Inmediatamente al año siguiente, se consagra campeón del Torneo de Primera C 1987.
Jugó el Torneo de Primera B Metropolitana hasta la temporada 1989/90, en el cual logró clasificarse y ganar el Torneo Zonal Noroeste, cuyo rival de la final fue All Boys, y de esa forma consiguió el ascenso al Torneo Nacional B.
En 2002 y luego de dos descensos, el Deportivo Laferrere consiguió la vuelta a la B Metropolitana. El equipo dirigido por Sergio Quiroga ganó el Torneo Clausura 2002 de Primera C y posteriormente el Torneo Reducido (cuadrangular) ante Colegiales el cual le otorgó a Laferrere la única plaza de ascenso que tenía el torneo en aquel tiempo.

## Historia

### Club Social y Cultural

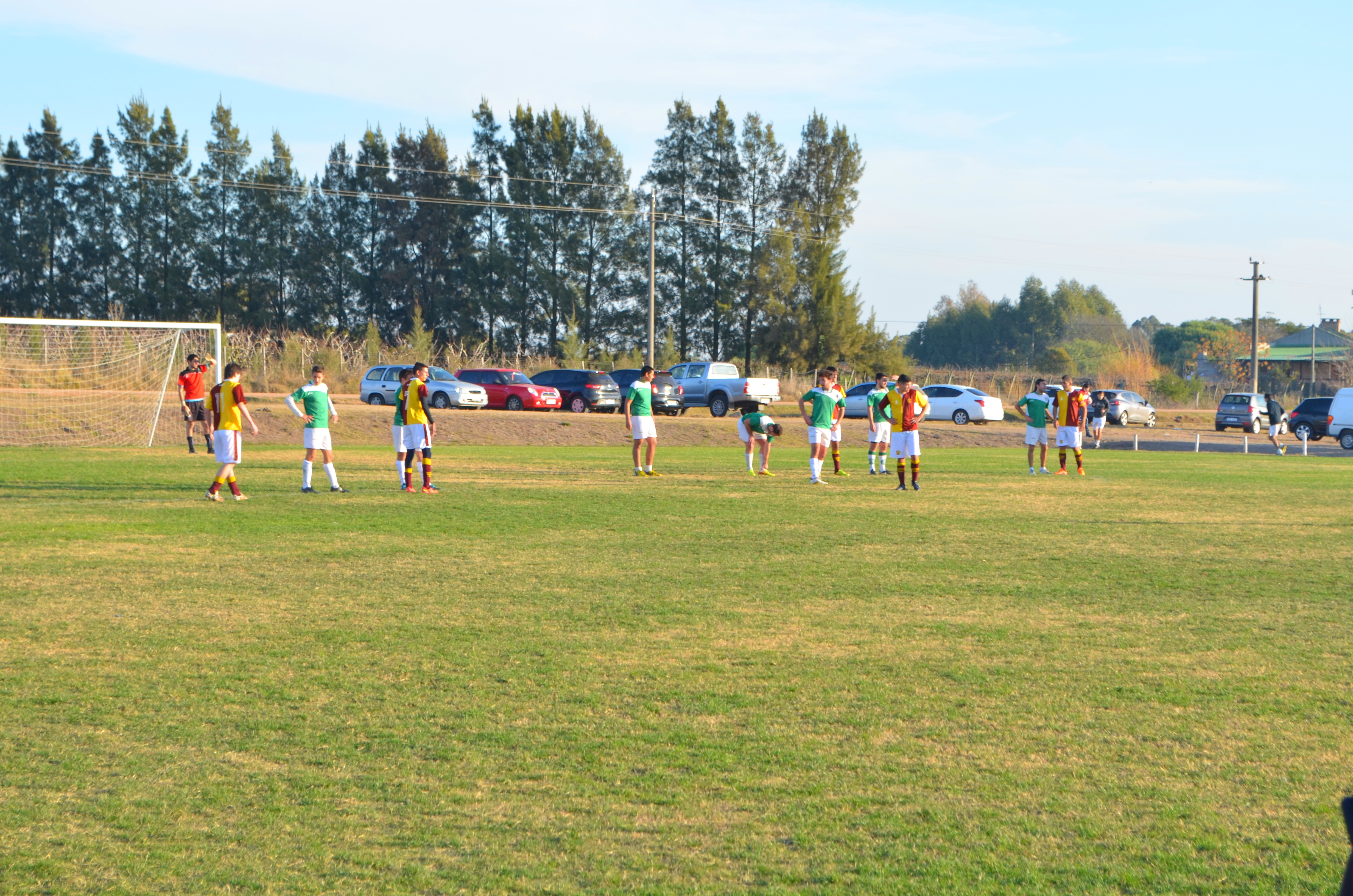
Polideportivo en ruta 21, Gregorio de Laferrere

A fines de la década del 40 y principios del 50 el deporte está en pleno auge y permite el nacimiento de muchos clubes, Deportivo Merlo, General Lamadrid, Sacachispas, Fénix, Ferrocarril Urquiza y Juventud Unida. Laferrere ve crecer instituciones como Glorias Argentinas, Vicente López, Alumni, 25 de mayo y Liverpool, surgidas entre 1949 y 1955.
Los pobladores de la zona expresan su deseo de formar un equipo de fútbol. El grupo integrado entre otros por José y Antonio Parisi, Roque Leoncini, Américo Vigas, Ismael Etcheverry, Javier Paniagua, Antonio Narciso, Alejandro Cruz, Francisco Biafora, Quico Robledo, Juan Carlos Enríquez, Hugo Valdez y el “Nene” Ortiz se ponen de acuerdo, pero resta definir el color de la camiseta. Punto de conflicto, porque cada uno pretende que el nuevo club adopte los colores de su favorito. Para evitar roces, se resuelve que sean los mayores los que aporten la solución.
Luego de varias reuniones sin acuerdo, se le encarga a la suerte la decisión y se procede a un sorteo, aportando cada uno el nombre de su institución preferida. Resulta ganador José Parisi (Independiente).
Salvado el problema de los colores, ellos mismos disponen los fondos para comprar las camisetas. Cada uno cuida la suya y en señal de guerra la lleva atada a la cabeza para los partidos desafío (nunca juegan torneo oficiales).
En 1956 comienzan a jugar diariamente en los terrenos que circundan las calles donde hoy se ubica la cancha. El equipo es “Independiente”,por el rojo de Avellaneda y alarga las noches del café que Jacobo Neyman tiene en Magnasco y Rocha (hoy Rodney) germinando la idea de intervenir en la Liga barrial Laferrerista. Posteriormente adoptaría sus colores definitivos  verde y Blanco. Para ponerle la firma a tanta intención, se comisiona a Deolegario Velasco. Allí surge la necesidad de formalizar una institución con sede que avale sus actos.
Tras varios debates en la carnicería que Ismael Etcheverry tiene en Coronel Isleños y Santa Catalina (hoy Obligado) y otras en la carbonería de Manuel Valdez, el 9 de julio de 1956 nace el CLUB SOCIAL Y CULTURAL SPORTIVO LAFERRERE.
COMO NACIÓ LA SEDE
La adquisición del terreno (donde actualmente se ubica la sede) no fue tarea fácil, teniendo en cuenta la nula posibilidad económica de los muchachos. Aparece entonces en escena don Pedro Bistolfi, hombre de negocios de la época que realizaba operaciones con cheque frecuentemente.
Ofrece pagar con valores a un plazo determinado, y de esta manera, lograr algo de oxígeno para la devolución del dinero.
Se adquieren los terrenos y en un esfuerzo descomunal, se junta el monto que alcanza para cubrir ese cheque sin fondos.
El primer paso se había dado.
El Sr. Vanderper (hermano de Héctor “Delacha”) trabajaba en la firma Borgward, ubicada sobre la calle Marconi, a pocas cuadras de la Ruta Nacional N°3 en Isidro Casanova.
Fue este señor quien inició los contactos con dicha empresa, para conseguir dos enormes cajones de madera. Vale aclarar que en aquel entonces los automóviles que llegaban al país, lo hacían embalados de esa manera.
Así se construyen la casilla, mesas y bancos de la flamante sede. La primera sede construida con maderas con estos materiales que consiguieron en la Borgward.

### Primera Comisión Directiva
Cuando se reúne el grupo para fundar el club, se nombra a don Deolegario Velazco como Presidente de esa Asamblea, pero no consta en Actas como presidente de la institución.
La que aparece como primera Comisión Directiva figura en los libros de 1958 y fue presidida por don Ángel Alcaraz. El Vicepresidente, Deolegario Velazco.
El resto de los cargos se distribuyó de la siguiente manera: Secretario, Facundo Quiroga; Prosecretario, Pedro Bistolfi; Tesorero, Alfonso Enríquez; Protesorero, Manuel Valdez; Vocales, Rufino Duete, Carlos y Domingo Bonano; y como Revisores de cuenta, Domingo Aquino y José González.

### El Nombre
La reunión cumbre para nuestro nacimiento se efectuó el 20 de junio de 1956. Allí se fijó como fecha de fundación el 9 de julio de ese mismo año. Como siempre, cada resolución era minuciosamente estudiada. La designación del nombre del club, no podía ser la excepción. En un primer momento se sugiere el nombre “20 de junio”, por ser la fecha de dicha reunión. Tal idea se desecha cuando alguien recuerda a los presentes Defensores de Laferrere eligen unos;Independiente, otros.por el Rojo de Avellaneda
Hasta que se planteó que la entidad por nacer debía llevar un nombre que sea representativo del barrio de origen. La influencia de residentes en la zona hizo el resto fue así que la primera denominación fue: SPORTIVO LAFERRERE.
En 1978, con motivo de la inscripción en A.F.A. se adoptó la nueva denominación: Club Social y Cultural Deportivo Laferrere.

### Reseña Futbolística
En el plano futbolístico, antes de su ingreso a la AFA, el “Verde” había sido campeón de la liga barrial Laferrerense en 1962, en 1965 y 1975. Luego pasaron ascensos, descensos y una quiebra que casi lo deja al borde del abismo.
- 1978 – El Club Social, Cultural y Deportivo Laferrere debuta por torneos de A.F.A. el 11 de marzo contra Victoriano Arenas, haciendo de local en cancha de la liga (Freire y Santa Rosa). ¿El resultado? Victoria “Villera” con dos goles de Luna y Córdoba. El técnico fue Marcelino Perón.

- 1980 – El año de la “Topadora”. Se arrancó con todo: goleada a al por entonces club Belgrano (hoy Lugano) por 11 a 0 y 9 a 1 al desaparecido Club Piraña. El técnico era Héctor Rama.

- 1983 – ¿Alguna vez te preguntaste por qué “Lafe” y Luján son tan amigos? Cuenta la leyenda que por el torneo de Primera D de ese año, el equipo, dirigido por José Argerich, clasifica para la rueda final por el ascenso a la “C”. En semifinal, se enfrenta al equipo de la Basílica, quien termina rendido por la magia del “Flaco” Luis Chamorro (goleador de esa campaña con 16 conquistas) y accede a las finales contra Lamadrid. Luego del partido, la institución que posee camiseta parecida a la de River Plate, le obsequia una imagen de la virgen de Luján a sus pares matanceros, y así nació la leyenda…

- 1985 – “Lafe” hace una campaña de menor a mayor de la mano de los hermanos Costoya, al llegar a las finales con Leandro N. Alem en cancha de All Boys. Durante esa temporada, Daniel De Felice convirtió, siendo volante central, ¡ocho goles! en dos partidos consecutivos, alcanzando un récord inigualado hasta la actualidad “villera”.

- 1986 – Por las reestructuración de los torneos de la A.F.A. se disputa un torneo que da seis ascensos a la “C”. El “Verde”, luego de una campaña impresionante con invicto incluido, da la vuelta olímpica en cancha de Almirante Brown, luego de un contundente 3 a 0 a Luján.

- 1986/1987 – El Deportivo, con las incorporaciones de Juan Carlos “La Araña” Maciel y José Luis “El Pescado” Arce, asciende a la Primera B luego de armarse para mantener la categoría. En la última fecha, le gana a Argentino de Merlo 1 a 0 con un exquisito tanto del nombrado goleador.

- 1988/89 – Luego de una temporada que casi lo lleva a descender, José Argerich armó dupla técnica con José “El Gordo” Ghiso y, en el marco de un equipazo con el “Beto” Pascutti y Landaburo como estandartes, se queda afuera de las semifinales del Zonal por penales ante Atlético de Rafaela.

- 1989/90 – En cancha de Huracán y con “Pedrito” González en el banco, “Lafe” logra un hito en el fútbol argentino al ascender tres categorías en cinco años: “El Tanque” Borzillo, “El Polaco” Zielinki y “El Tano” De Giuli dan la vuelta olímpica y llenan de alegría al pueblo Villero .

- 1992/93 – Con la llegada del “Potro” Domínguez, “Lalo” Maradona y el “Topolino” Riquelme, el “Verde”, en una campaña irregular con muchos empates (18) le gana a Quilmes con gol de Pozzutto, quien luego ascendería a Primera con un dato de color: ese día cambió la tradicional casaca a bastones verticales verdiblanca por una azul y amarilla.

- 1993/94 – Debuta José Luis “Garrafa” Sánchez en la Primera de “Lafe”. Lo hace como lateral por la izquierda en un equipo donde se destacaban “El Panza” Videla y “Lucho” Malvárez. Obtiene su primer auspiciante en la camiseta: Seguros Inca.

- 1994/95 – “Lafe” desciende por primera vez en su historia. Diego Armando Maradona se acerca al club para llevar adelante un proyecto futbolístico muy ambicioso que no prosperó. Recibe 82 goles en 42 partidos, ganando solo cinco partidos.

- 1996/97 – De la mano de “Garrafa” -goleador junto a Jorge Torres con once tantos- se clasifica al viejo Octogonal clasificatorio por una plaza en la B Nacional. Pierde con el “Porve” muy cerca del objetivo.

- 1998/99 – El club entra en quiebra y padece su segundo descenso. 34 partidos jugados: ganó cinco, empató once y perdió 18. Recibió 65 goles y solo pudo anotar 43. Gustavo González fue el máximo artillero con siete conquistas. Debuta Ariel “El Chino” Cafferata.

- 2001/02 – Con Sergio Quiroga como técnico, “Lafe” vence a Colegiales y vuelve a la Primera B: gana 21 partidos, anota 64 goles y le convierten 35. “El Canario” Blanco lidera la tabla de presencias con 36 y Marcelo Rufini es el goleador con 16.

- 2003/04 – Récord de expulsiones en torneos cortos: 18 en 21 partidos.

- 2004/05 – La peor campaña en Primera B: solo se ganan dos partidos en el Clausura. “El Chino” juega 36 partidos y de milagro se salva de descender.

- 2005/06 – Pierde la categoría por tercera vez en su historia, justo en el año que cumple sus primeros 50 años de vida.

- 2007/08 – Luego de una campaña irregular y de ubicarse en la decimocuarta posición, “El Tano” De Giuli se aleja de la dirección técnica, dejándole la posta al “Loco” Santorelli, quien arrasa en la segunda parte del torneo llegando a estar a solo una unidad del puntero (Colegiales), obteniendo más del 70 por ciento de los puntos. Gabriel Garcete marca 20 goles a lo largo del campeonato y se convierte en el único jugador en la historia de “Lafe” en alcanzar esa suma.

- 2009 – Actualmente el club continúa creciendo. Con proyectos para mejorar el polideportivo que se ubica en la Ruta N.º 21. El plantel se encuentra de pretemporada en San Clemente del Tuyú, bajo las órdenes del técnico Oscar Martínez, preparando lo que todo el pueblo “Villero” anhela: el ascenso.

- 2012/13 –Su Dt. Vicente Stagliano dirigió hasta la fecha, dejando al equipo en una aceptable posición, asume el cargo Rodolfo Della Picca, quien luego de una seguidilla de empates entra al reducido. Lafe quedó eliminado luego de perder con Fénix 3 a 0.

- 2013/14 – Con la llegada de su nuevo DT. Eduardo “Mechón” Cáceres, el plantel se va nutriendo de nuevos jugadores, con los retornos de Pablo Nieva y Jorge Blanco. Acuciado por malos resultados, renuncia en la novena fecha y es reemplazado por Sergio "Chinchu" Quiroga. En la primera rueda Lafe realizó una pobre actuación. En la fecha 14 obtiene su primer triunfo, de 19 partidos, ganó 3, empató 8 y perdió 8. Sobre un total de 57 pts. obtuvo solo 17 pts. Lamentablemente se produce en ese tiempo el fallecimiento de Héctor Sanabría (se desvaneció en pleno campo de juego) y como homenaje póstumo la tribuna lateral izquierda del estadio lleva su nombre.
- 2013/14/15 –Ya con Gabriel Guzmán como presidente, se volvió a apelar al Chinchu Quiroga. Bajo su conducción, Lafe sufrió una eliminación en semifinales del Octogonal frente a Español y, en la 2013/2014, no se clasificó al Reducido del minitorneo de 2014. De igual manera, dirigió al equipo en el torneo anual de 2015, logrando un tercer puesto llegando a las semifinales, donde es eliminado por Central Córdoba de Rosario.
- 2016/17 – Un hombre de la casa como Juan Alvariño toma las riendas del plantel sorprendiendo en la Edición 2015-16 de la Copa Argentina eliminando a Argentinos Juniors por penales, luego de empatar 1-1 en los 90´ con una gran actuación del arquero Leandro García, equipo que presentaba a su entrenador Gabriel Heinze. Tras un discreto sexto puesto en el minitorneo de 2016, presentaba la renuncia, por malos resultados, en la octava fecha del torneo 2016/17.
- 2016/17/18 – Llega Salvador Pasini y el Villero terminaba en la decimoctava ubicación de la tabla. Pese a la irregular campaña, fue ratificado para la 2017/2018, pero tras once jornadas, el Tano fue cesado de sus funciones. Entonces se buscó a Norberto D´Angelo, que venía de ascender con Sacachispas a la B, debutando en las últimas fechas de la primera rueda.
- 2018/19 – El equipo con D´Angelo se clasificó al Reducido. Sin embargo, el DT dio el portazo, por lo que Lafe superó a Deportivo Merlo en cuartos de final y, luego, fue eliminado por Excursionistas, durante el interinato del Flaco Esquivel Chamorro.
- 2019/2020 – Asume junto con una importante reestructuración del equipo Cesar Monasterio, ex arquero de gran paso en el club y teniendo la experiencia de ascender a Barracas Central como ayudante técnico. Hace una campaña de "campeón" en la primera rueda pero termina perdiendo en un mano a mano con Cañuelas hasta la última fecha (solo con 2 puntos de diferencia), privándolo de la plaza de campeones en el formato de Apertura y Clausura que definía el primer ascenso. El 4 de marzo se produce el enfrentamiento por los treintadosavos de final de la Copa Argentina 2019-20 contra Estudiantes de la Plata, resultando en otra noche mágica donde el equipo le planta cara a un gigante de la primera división, llevando a los penales con empate a un gol hecho por el juvenil Agustín Faillace luego de una asistencia exquisita de Nicolás Ríos. En la tanda de penales, la paridad del marcador es rota por el mundialista Javier Mascherano mandando su remate arriba del arco desatando la alegría de más de 10 mil almas que coparon la popular visitante del Estadio Ciudad de Lanús. La segunda rueda solo dura hasta la novena jornada por efecto de la cuarentena obligatoria al Covid-19 deteniendo toda actividad deportiva momentáneamente y al final se opta concluir la temporada. Se destaca que termina el Deportivo Laferrere como primero de la tabla anual a esa fecha. César Monasterio deja el cargo por no llegar a un acuerdo con la dirigencia.
- 2020/2022 – Con la normalización de la actividad y con un formato creado para definir los ascensos, el plantel es dirigido por Fabián Zermatten, perdiendo en el debut contra Lamadrid pero en la siguiente fecha logra un descollante triunfo contra Cañuelas por 5-4 de visitante. El no poder luchar en los puestos de honor luego de una parda en cero contra Argentino de Merlo y una derrota contra Dock Sud determinaron la salida de Zermatten. Se contrató a Mario Finarolli para afrontar la etapa del reducido en busca del segundo ascenso, pero caería por penales luego de empatar 2-2 contra General Lamadrid.
- 2023 – De la mano de Guillermo Szeszurak, logró el ascenso a la Primera B después de su última participación en la temporada 2005-06.

## Rivalidades
Deportivo Laferrere no cuenta con un clásico histórico debido a que se afilió a la AFA en 1978, por lo que la mayoría de los clubes con los que fue tomando rivalidad desde ese momento ya contaban previamente con un rival o dos, al que consideraban su clásico. Sin embargo sí tiene rivalidades con varios clubes, en algunos casos siendo partidos que se consideran clásicos pero modernos.

### Clásico Laferrere-Liniers
- Presione aquí para ver la historia del Clásico Laferrere-Liniers.

El clásico entre Liniers y Laferrere dejó secuelas.8 de octubre de 2010, diario Popular. 
El clásico Laferrere-Liniers,   conocido y nombrado como el "Clásico de La Matanza"  o Clásico Matancero es un duelo de futbol de ascenso en Argentina, cuyo primer cruce se remonta hace 45 años, el 15 de septiembre de 1979. El antagonismo entre las instituciones creció paulatinamente desde mediados de los 80 cuando pelearon el ascenso a Primera C en 1986 y Liniers posteriormente se instala en el barrio de Villegas, donde la cercanía de los estadios de ambos equipos es de 7,5 kilómetros dentro del Partido de La Matanza, conectados por Av Crovara retomando ruta 21.
 Los clásicos hay que ganarlos. ¿Cómo?, es realmente muchas veces importa y poco. Así lo entendió Liniers, quien en cancha de Argentino de Merlo, venció a Lafe en lo que fue una nueva edición del clásico de La Matanza.Diario Olé, 29 de febrero, 2024 
Este clásico cuenta con partidos memorables, en 1980 en cancha de Laferrere, Liners luego de ir perdiendo 3 tantos a 1 da vuelta el marcador para finalmente ganar por 3 a 4 con un triplete a sus 16 años de Blas Giunta. Los equipos pelearon varios torneos y ascendieron de categoría conjuntamente en 1986 a Primera C y en 2023 a Primera B.
Clásico Laferrere-Liniers, La Topadora de San Justo y el Villero de Gregorio de Laferrere protagonizan el clásico de La Matanza.TyC Sports, 14 de abril de 2022.
Cada enfrentamiento es disputado fuertemente, que originó secuelas como despidos de entrenadores,  también polémicas en AFA donde en 2011 se le dio por perdido un partido definitorio a Laferrere por mala inclusión de un jugador ante el reclamo de Liners. La rivalidad y vecindad generaron hechos folclóricos dónde llegaron a cruzarse las cuentas oficiales de cada equipo.

### Clásico Laferrere-Sacachispas
- Presione aquí para ver la historia del Clásico Laferrere-Sacachispas.

Sacachispas recibió al Deportivo Laferrere, para algunos este clásico se remonta desde la década del 80.miércoles 14 de diciembre de 2016, Mundoascenso.
El clásico Laferrere-Sacachispas también denominado  clásico Lafe-Saca  es un duelo del fútbol de ascenso en Argentina que presumiblemente se remonta a los años 80. El origen de la rivalidad nace dada la conexión de la línea del Ferrocarril Belgrano Sur con las estaciones de cada institución, Villa Soldati de Sacachispas y Gregorio de Laferrere  del club homónimo, a solo 25 minutos de distancia. Los estadios de cada equipo se localizan a poca distancia de cada parada ferroviaria que originaron enfrentamientos y emboscadas entre sus hinchadas.
Disputaron su primer encuentro hace 46 años, el 10 de octubre de 1978 en el Estadio Roberto Larrosa con empate en dos tantos. Cuenta con un importante historial de partidos disputados, incluyendo dos eliminaciones en Copa Argentina..La muy fuerte rivalidadad entre las parcialidades de ambos equipos derivó en varios incidentes y episodios violentos entre sus aficiones.

### Clásicos alternativos
- Sportivo Italiano: Otra muy fuerte rivalidad son los duelos ante la institución vecina del distrito, con el que comparten límites las localidades de ambos equipos Gregorio de Laferrere y Ciudad Evita que generó una muy fuerte rivalidad.

Deportivo Laferrere y Sportivo Italiano, en un clásico de la Primera B, este jueves desde las 15.30Diario Popular, 3 de abril 2024 
- San Miguel: Una de sus primeras rivalidades es la institución del Noroeste del gran Buenos Aires, con la cual se afilió a AFA en el mismo año. El primer encuentro se disputó hace 46 años el 11 de noviembre de 1978,[37] el cotejo terminó empatado 1 a 1 y se le dio por perdido (1 a 0) a ambos por mala inclusión de jugadores. Los enfrentamientos entre los equipos son disputados fuertemente y se registraron incidentes debido a la marcada enemistad.[38]
- Excursionistas: Son de muy fuerte rivalidadad los enfrentamientos que disputa ante la entidad del Bajo Belgrano[39][40] contando este cotejo con una importante aversión entre sus aficionados. Este duelo se hizo tradicional durante este milenio ya que desde la temporada 2006/07, se han cruzado prácticamente siempre porque ambos equipos coincidieron en la misma categoría hasta la actualidad.

#### Otras rivalidades
Deportivo Laferrere también mantiene rivalidades con Deportivo Merlo, Ferrocarril Midland, Ituzaingó. También sus aficionados rivalizan con Deportivo Morón y Almirante Brown 

## Presidentes y Comisión Directiva

### Primer Comisión Directiva
| Comisión directiva |
| |
| - Presidente: Ángel Alcaraz - Vicepresidente: Deolegario Velazco - Secretario: Facundo Quiroga - Pro Secretario Pedro Bistolfi - Tesorero Alfonso Enríquez - Pro Tesorero Manuel Valdez - Vocal Titular 1.º: Rufino Duete - Vocal Titular 2.º: Carlos Bonano - Vocal Titular 3.º: Domingo Bonano - Junta Fiscaliz. Tit. 1.º: Domingo Aquino - Junta Fiscaliz. Tit. 2.º: José González |
| |

## El escudo

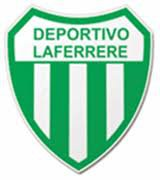
Escudo de Deportivo Laferrere.

Cuando fue creado el escudo de Laferrere se utilizó el mismo diseño que el del Club Sportivo Dock Sud. El mismo es blanco con líneas verticales verdes con una inscripción en la parte superior de fondo blanco que dice "Club Social y Cultural Deportivo Laferrere".
En 2013 el escudo se remodela dándole un borde transparente a los bastones que no permiten tocar el borde. Se cambia el nombre en el escudo a "Deportivo Laferrere". Se le agregan 48 laureles que rodean el escudo en honor a los 48 vecinos quienes se dieron cita en inmediaciones del actual estadio para dar vida al club. Y las estrellas simbolizan los logros conseguidos por el club a lo largo de los años como equipo profesional.

## Uniforme

### Historia y elección de colores
Influenciado por el equipo de Independiente, que vestían casaca roja, se propusieron esos colores para el club.
Quien estuvo de acuerdo fue el señor José Parisi, hincha fanático de Independiente de Avellaneda.
El resto de los integrantes de esa comisión, quería que se adopten los colores del club de sus amores. Por ejemplo Antonio Narciso y su querido Boca Juniors.
Se procede a un sorteo y ganan Parisi y el Rojo.

Ante el inminente comienzo del campeonato, la Liga barrial Laferrerense exige para los equipos de Primera y Tercera, dos juegos de camisetas, que el club, obviamente todavía no tenía.
Es así que descartando las opciones de otros clubes se opta según las oportunas aclaraciones de Galvan el verde y blanco, de esta manera se llega a los colores definitivos.
El primero se consigue a través de Carlos Galván, a pagar en cómodas cuotas, cuyo diseño era verde y blanco a bastones verticales. El otro juego se compró en un local de la Capital Federal.
Se presenta el equipo, y como esos colores traen suerte en el debut, a partir de ese momento pasan a ser los colores oficiales del 'Club Sportivo Laferrere'.
En la Liga barrial Laferrerense de fútbol, el club obtuvo sus primeros campeonatos barriales ganados en 1962, 1965 y 1975.

### Uniformes históricos
| 1956 | 1962 |

### Uniforme actual
- Uniforme titular: camiseta con bastones verticales verdes y blancos, pantalón verde, medias blancas con verde.
- Uniforme alternativo (Suplente): camiseta roja con franja horizontales en tonalidad rojiza, pantalón rojo, medias blancas con verde o rojas.
- Uniforme alternativo (Tercera): camiseta granate con finos bastones o líneas verdes, pantalón granate, medias blancas.

| Titular 2024 | Suplente 2024 | Tercera 2024 |

### Camisetas anteriores
| Titular 2016 | Suplente 2016 | Tercera 2016 | Titular 2015 | Suplente 2015 | Titular 2014 | Suplente 2014 | Tercera 2014 |

| Titular 2013 | Suplente 2013 | Tercera 2013 | Titular 2012 | Suplente 2012 | Titular 2011 | Suplente 2011 |

### Indumentaria y patrocinador
| Período   | Logo | Proveedor       |
| --------- | ---- | --------------- |
| 1980-1984 |      | Uribarri        |
| 1985-1986 |      | Le Petit Cheval |
| 1986-1988 |      | Fulvence        |
| 1988-1996 |      | Uhlsport        |
| 1996-1997 |      | Taiyo           |
| 1997-1998 |      | Reusch          |
| 1998      |      | Uhlsport        |
| 1999      |      | Dana            |
| 1999-2005 |      | EZ              |
| 2005-2007 |      | Dana            |
| 2007-2011 |      | Sport 2000      |
| 2012-2013 |      | Athix           |
| 2014-2017 |      | Sport Lyon      |
| 2017-2018 |      | Rodano          |
| 2018-2019 |      | Joma            |
| 2019-2020 |      | Il Ossso Sports |
| 2020-2021 |      | Nemer           |
| 2021      |      | Fanáticos       |
| 2021      |      | LS Sport        |
| 2022      |      | Prócer          |
| 2022      |      | LS Sport        |
| 2023-Act. |      | Sport 2000      |

| Período       | Proveedor |
| ------------- | --- |
| 1980-1983     | Deportes Val-Mont |
| 1984-1986     | Los 4 Ases |
| 1986-1988     | Fulvence |
| 1988-1989     | La Prudencia |
| 1989-1991     | Centro Comercial La Prudencia                                                                                        |
| 1991-1996     | Inca Seguros |
| 1996-1997     | Oasis Tropical |
| 1997-1998     | Alfajores Guaymallén                                                                                                 |
| 1998-1999     | Escapes Nino Competición                                                                                             |
| 1999-2000     | Bingo Royal/AMECYS Salud                                                                                             |
| 2000-2002     | Bingo Royal/SEOCA Turismo                                                                                            |
| 2002-2004     | Bingo Royal/Los Primos                                                                                               |
| 2004-2005     | Bingo Royal/Gaseosa Caribe                                                                                           |
| 2005          | Bingo Royal/Shinay                                                                                                   |
| 2006          | Credial/Bingo Laferrere                                                                                              |
| 2007          | Credial |
| 2007-2008     | Fernet Imperio |
| 2008-2012     | Bingo Mirador |
| 2012-2018     | Bingo Mirador/SEOCA                                                                                                  |
| 2018-2019     | SEOCA/JJ Deportes |
| 2019-2020     | SEOCA/Supermercado Mayorista Los Primos                                                                              |
| 2021          | Supermercado Mayorista Los Primos/Ni un pibe menos por la Droga                                                      |
| 2022          | Ni un pibe menos por la Droga/SEOCA                                                                                  |
| 2022          | Polostex/Lácteos Doña Lía/Cochería Ruta 24/Ética+/MRP Construcciones                                                 |
| 2023          | MRP Construcciones/Mones Hermanos/Lácteos Doña Lía/Ni un pibe menos por la Droga/Parrilla y Restaurante Mesaza Grill |
| 2024-Presente | Netway/Mones Hermanos/Cervecería Berlín/MRP Construcciones                                                           |

## Estadio

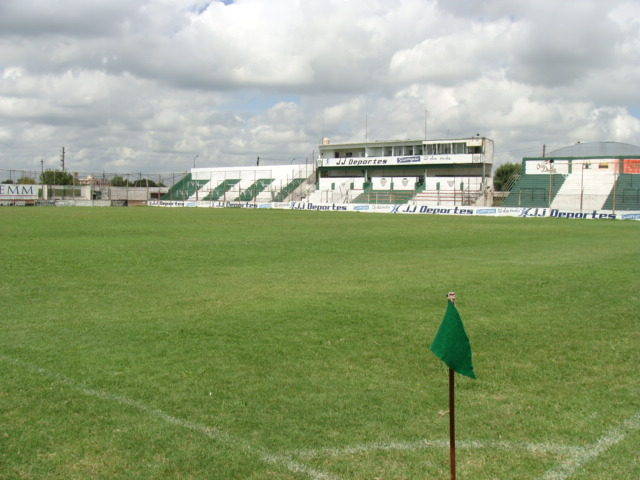
Estadio Ciudad de Laferrere, imagen con los tres sectores populares sobre la calle Rodney

El estadio del club lleva por nombre oficial Estadio Ciudad de Laferrere. Ubicado en la intersección de las calles Rodney y Magnasco, y posee una capacidad para 10 137 espectadores. Posee además de las tribunas para el público simpatizante, sector de plateas, palcos preferenciales y cabinas de transmisión.

### Sectores
A continuación se detallan los sectores de gradería en el estadio:
Plateas
Capacidad: 567 asientos.
Popular en sector Plateas (calle Salvigny)
17 escalones, 27,52 metros, capacidad 950 espectadores.
Popular cabecera, José Luis "Garrafa" Sánchez.
32 escalones, 71,68 metros, capacidad: 4.500 espectadores.
Populares laterales (calle Rodney)
- Tribuna sector 1

20 escalones, 41,70 metros, capacidad  1.700 espectadores.
- Tribuna central (ex platea)

4 escalones, 27,70 metros, capacidad 220 espectadores.
- Popular Chamorro, sector 3 (ruta 21)

23 escalones, 31.68 metros, capacidad 1.500 espectadores
Popular lateral visitante (calle Salvigny)
23 escalones, 15,97 metros, capacidad 750 espectadores.

### Iluminación
En diciembre de 2011 finalizaron las pruebas de iluminación en el estadio, que anteriormente no poseía luminarias artificiales, y el 1 de febrero de 2012 se jugó oficialmente el primer partido nocturno en dicho estadio contra Excursionistas.La cabecera local lleva el nombre de «José Luis Garrafa Sánchez», jugador histórico de Laferrere. Uno de los sectores de la platea lleva el nombre de uno de los máximos artilleros del club, «Luis Esquivel Chamorro», otro sector el del recordado «Héctor Sanabria» en homenaje al jugador fallecido en el campo de juego el 27 de agosto de 2013 y la antigua platea visitante lleva el nombre de «Marcelino Perón».
Actualmente el estadio Ciudad de Laferrere es denominado por sus hinchas y la prensa deportiva como «El Morumbí».

## Jugadores
- Actualizado el 26 septiembre de 2023.

## Entrenadores
Entre paréntesis los partidos dirigidos.
| Historial de Entrenadores |
| |
| Primera D - 1978: Pastor Pérez (18) - 1978: Hugo Boutat (8) - 1978: Marcelino Perón (5) - 1979: Marcelino Perón (23) - 1979: Hugo Voutat y P. Derico (4) - 1979: Hugo Voutat (3) - 1979: Alejandro Husain (2) - 1980: Héctor Rama (34) - 1981: Juan Carlos Tossi (28) - 1982: Juan Carlos Tossi (31) - 1982: Subcomisión de Fútbol (2) - 1983: José Miguel Argerich (14) - 1983: Fernando Ibarra (9) - 1983: Pianetti-Marino (7) - 1984: José Miguel Argerich (28) - 1985: Julio Nuín (29) - 1985: Ricardo Dellaveccia (3) - 1985: Subcomisión de Fútbol (12) - 1986: Argerich-Laraigneé (17) Primera C - 1986/87: César Laraigneé (28) - 1986/87: Jorge Pérez (10) Primera B - 1987/88: Juan Carlos Píris (17) - 1987/88: Jorge Pérez (8) - 1987/88: José Miguel Argerich (4) - 1987/88: Carlos Burba (1) - 1988/89: Ghiso - Argerich (25) |
| |

| Historial de Entrenadores |
| |
| - 1988/89: Jorge Pérez (7) - 1988/89: Subcomisión de Fútbol (2) - 1989/90: Pedro González (30) - 1989/90: Jorge Pérez (6) - 1989/90: Rubén García (3) - 1989/90: Jorge Troncoso (1) B Nacional - 1990/91: César Laraigneé (25) - 1990/91: Salvador Pasini (8) - 1990/91: Rubén García (8) - 1990/91: Subcomisión de Fútbol (1) - 1991/92: César Laraigneé (24) - 1991/92: Pedro González (18) - 1992/93: Juan Carlos Carotti (32) - 1992/93: Ruben Flotta (9) - 1992/93: Subcomisión de Fútbol (1) - 1993/94: Roberto Ferreiro (19) - 1993/94: Pedro González (15) - 1993/94: Juan Carlos Carotti (7) - 1993/94: Alberto Rendo (1) - 1994/95: José Miguel Argerich (13) - 1994/95: Landaburo - Zielinski (11) - 1994/95: Juan Carlos Carotti (8) - 1994/95: Lemme - Domenech (6) - 1994/95: César Laraigneé (2) - 1994/95: Luis Esquivel Chamorro (2) Primera B - 1995/96: José Miguel Argerich (17) - 1995/96: Jorge Mora (9) |
| |

| Historial de Entrenadores |
| |
| - 1995/96: Luis Esquivel Chamorro (5) - 1995/96: Juan Carlos García (5) - 1995/96: Juan Ángel Conde (2) - 1996/97: César Laraigneé (36) - 1997/98: César Laraigneé (23) - 1997/98: Orlando Ruíz (8) - 1997/98: Subcomisión de Fútbol (3) - 1998/99: José Miguel Argerich (12) - 1998/99: Hugo Zerr (10) - 1998/99: Claudio Nigretti (6) - 1998/99: Pablo Montone (4) Primera C - 1999/00: Hugo Iervasi (11) - 1999/00: Carlos Burba (10) - 1999/00: Claudio Nigretti (7) - 1999/00: José Miguel Argerich (6) - 2000/01: Carlos De Toro (21) - 2000/01: Hugo Iervasi (13) - 2000/01: Ricardo Della Vecchia (6) - 2001/02: Sergio Quiroga (27) - 2001/02: Carlos Medina (9) - 2001/02: Carlos De Toro (2) Primera B - 2002/03: Sergio Quiroga (22) - 2002/03: Marcelo Ruffini (16) - 2003/04: Horacio Bidevich (14) - 2003/04: Hugo Iervasi (14) - 2003/04: Sergio Quiroga (7) - 2003/04: Marcelo Ruffini (5) |
| |

| Historial de Entrenadores |
| |
| - 2003/04: Luis Esquivel Chamorro (2) - 2004/05: Luis Esquivel Chamorro (15) - 2004/05: Ricardo Rodríguez (7) - 2004/05: Carlos Caceres (7) - 2004/05: Roberto Santiago (7) - 2004/05: Hugo Iervasi (4) - 2005/06: Horacio Bidevich (17) - 2005/06: Claudio Zacarias (11) - 2005/06: Gustavo De Giuli (6) Primera C - 2006/07: Ricardo Rodríguez (20) - 2006/07: Luis Esquivel Chamorro (13) - 2006/07: Sergio Quiroga (6) - 2007/08: Gustavo De Guili (16) - 2007/08: Sergio Viola (3) - 2007/08/09: Omar Santorelli (36) - 2008/09: Jorge Franzoni (19) - 2009/09: Oscar Martínez (23) - 2009/10/11: Juan Alvariño (39) - 2010/11: Jorge Vendakis (14) - 2010/11/12: Gustavo De Giuli (20) - 2011/12/13: Vicente Stagliano (61) - 2012/13: Alvariño-Chamorro (1) - 2012/13: Rodolfo Della Pica (15) - 2013/14: Eduardo Cáceres (9) - 2013/14/15: Sergio Quiroga (89) - 2016/17: Juan Alvariño (28) - 2016/17/18: Salvador Pasini (40) - 2017/18: Luis Chamorro (1) - 2017/18/19: Norberto D´Angelo (46) - 2018/19: Luis Chamorro (10) - 2019/20: César Monasterio (27) - 2020: Fabián Zermatten (4) - 2020: Mario Finarolli - 2021: Cristian Aldirico - 2023: Carlos Moreno - 2023: Gonzalo Márquez - 2023: Guillermo Szeszurak |
| |

## Datos del club

### Trayectoria
Actualizado hasta la temporada 2024 inclusive. Total de temporadas en AFA: 50.
 Aclaración: Las temporadas no siempre son equivalentes a los años. Se registran cuatro temporadas cortas: 1986, 2014, 2016 y 2020.
- Temporadas en Primera División: 0
- Temporadas en Segunda División: 5
  - Primera B Nacional: 5 (1990/91-1994/95)
  - Ubicación en la tabla histórica de Primera B Nacional: 66.º
  - Mejor ubicación en Segunda División: 15.º (1991-92, 1993/94)
  - Peor ubicación en Segunda División: 21.º (1994/95)
  - Máxima goleada a favor en la segunda categoría: Laferrere 4-1  Ituzaingó (1992/93)
  - Máxima goleada en contra en la segunda categoría: Laferrere 0-5 Instituto (Córdoba) (1994-95) 
 Laferrere 0-5 Estudiantes de La Plata (1994/95)
- Temporadas en Tercera División: 12
  - Primera B Metropolitana: 12 (1987/88-1989/90, 1995/96-1998/99, 2002/03-2005/06, 2024)
  - Ubicación en la tabla histórica de la Primera B: 33.º
  - Mejor ubicación en Tercera División: Ascenso (1989/90)
  - Peor ubicación en Tercera División: 20.º (2005/06)
  - Máxima goleada a favor en la tercera categoría: Laferrere 4-0 Talleres de Remedios de Escalada (2004)
  - Máxima goleada en contra en la tercera categoría: Laferrere 2-7 Tristán Suárez (2005)
- Temporadas en Cuarta División: 33
  - Primera C: 23 (1986/87, 1999/00-2001/02, 2006/07-2023)
  - Primera D: 10 (1978-1986)
  - Ubicación en la tabla histórica de la Primera C: 7.º
  - Mejor ubicación en Cuarta División: 1.º (1986/87)
  - Peor ubicación en Cuarta División: 18.º (2016/17)
  - Máxima goleada a favor en la cuarta categoría: Laferrere 11-0 General Belgrano (1980)
  - Máxima goleada en contra en la cuarta categoría: Laferrere 2-8 Yupanqui (1978)

## Palmarés
| Torneos Nacionales | Torneos Nacionales | Torneos Nacionales |
| Competición        | Títulos            | Subcampeonatos     |
| Cuarta División    | Cuarta División    | Cuarta División    |
| ------------------ | ------------------ | ------------------ |
| Primera C (2/2)    | 1986/87 2001/02    | 2000/01 2012/13    |
| Primera D (0/1)    |                    | 1985               |

### Otros logros
- Ascenso a Primera C por reclasificatorio (1): 1986
- Ascenso a Primera B Nacional por Zonal Noroeste (1): 1989/90
- Ascenso a Primera B: 2023

### Copas amistosas
- Copa de La Matanza: 2019.[55]